# キヤ (エジプト)
キヤ（英：Kiya）は、エジプトのファラオ・イクナートンの妻の一人。全般的に、正妃ネフェルティティに比べ、彼女の言動や業績に関する記録は乏しいが、彼女の風変わりな名前から、彼女の出自が ミタンニ王女だったと推察されている。 残されている史料から、イクナートン治世下の宮廷でのキヤは、イクナートンの娘を出産してからずっと、重要人物とされていたことが分かっている。 彼女の痕跡は、彼女の夫が亡くなる数年前を最後に歴史から途切れている。 以前は、彼女こそがツタンカーメンの母親だったと考えられていたが、最新のDNA鑑定の結果、その可能性は否定された。

## 名前 と 称号
キヤという名前自体が、議論の対象になっている。
彼女が、ミタンニ王トゥシュラタの娘、"タドゥキパ"だったとすれば、その正式名に由来する、 ミタンニ独自の愛称だったのかも知れない。
アマルナ文書は、アメンホテプ三世の治世の終末期に、エジプトへと嫁いだ頃のタドゥキパが、性的魅力に溢れる年頃の若い女性だったことを述べている。特に、アマルナ文書の27～29によって、タドゥキパはイクナートンの妃の一人だったことが確定している。かくして、何人かのエジプト学の研究者たちは、ひょっとしたら、タドゥキパとキヤは、同一人物なのかもしれないという考えを持ち始めた。
しかしながら、それらの史料は、キヤが生粋のエジプト人ではなかったという確証を示すものではない。 事実、シリル･オールドレッドは、まさかと思うだろうが、と断りをいれつつも、彼女の風変わりな名前が、 古代エジプト人の言葉で「猿」を表す言葉の変型で、彼女のために外国風を装ったものと結論付けている。
銘刻された、キヤの称号には、「格別な(寵姫)」や「深く愛された」という表現はあっても「相続人」であるとか「偉大なる貴な血筋」という表現は見当たらない。いずれにしても、彼女がエジプト王家の血統に属していないことを指し示している。彼女の称号の全文は、「妻として王から深く愛され、上下エジプトからも深く愛された、誠実に生き抜いた、二つの国の領主、日の出の太陽を受け入れる者、生きるアテン神の善き崇拝者、いつまでも、いつまでも、不滅であれ、キヤ。」キヤに関する全ての遺物は、イクナートンとの短い結婚生活を過ごした首都アマルナか、王家の谷から出土するか、王家の谷の墓所 KV55から出土する。彼女には、どのファラオの統治期間にも埋葬の手続きがなされた記録がなかった。

## キヤが生きていた形跡
キヤの生活ぶりは、1959年まで分からないままだった。彼女の名前と称号は、 メトロポリタンミュージアムの所蔵品の中でも小さな化粧品容器で知られていた。それは、恐らく30年ほど前に、エジプト考古学者 ハワード・カーターから、来歴なしで、買い取ったものだった。